# U.S. 걸스
U.S. 걸스(U.S. Girls)는 미국의 음악가 겸 음악 프로듀서 메건 레미의 음악 프로젝트로, 2007년 캐나다 토론토에서 결성되었다.

## 음반 목록
- Introducing... (2008)
- Go Grey (2010)
- U.S. Girls on KRAAK (2011)
- Gem (2012)
- Half Free (2015)
- In a Poem Unlimited (2018)
- Heavy Light (2020)